# Hesperonychus
A Hesperonychus (nevének jelentése 'nyugati karom') a húsevő dromaeosaurida dinoszauruszok egyik kisebb termetű neme. Csak a Hesperonychus elizabethae nevű típusfajáról készült leírás, melyet a fosszília felfedezőjének tiszteletére neveztek el. Maradványait a késő kréta korban (a campaniai korszakban), mintegy 75 millió évvel ezelőtt keletkezett albertai Dinosaur Park-formációban találták meg.
A Hesperonychus egy részleges csípő, az UALVP 48778 katalógusszámú lelet alapján ismert, melyre Dr. Elizabeth Nicholls bukkant rá a Dinoszaurusz Tartományi Parkban, 1982-ben. A fosszíliáról Nicholas R. Longrich és Philip J. Currie készített leírást 2009-ben. Lehetséges, hogy néhány apró lábujj csont, valamint a sarló alakú karmok, melyeket a Royal Tyrrell Museum gyűjteményében őriznek, szintén a Hesperonychushoz tartoznak. Kis mérete ellenére a csípő részei a felnőtt dinoszauruszokra jellemző módon összeforrtak, ami azt jelzi, hogy a példány nem egy ismert faj fiatal példánya.
Bár csak részleges maradványok alapján ismert, Longrich és Currie a teljes hosszát 1 méterre, a tömegét pedig nagyjából 1,9 kilogrammra becsülték, miáltal Észak-Amerika legkisebb húsevő dinoszauruszává vált. Az alvarezsaurida Albertonykus kisebb volt, de inkább rovarevő lehetett, mint húsevő.

## Osztályozás
A Longrich és Currie által elvégzett filogenetikus elemzés szerint a Hesperonychus a Microraptorinae alcsaládba, a dromaeosauridák egy olyan kládjába tartozik, amelyről korábban úgy vélték, hogy a kora kréta kori Ázsiára korlátozódott.
A szerzők a leletet „jelentősnek” találták; a korábbi legújabbként ismert microraptorina a kora kréta kor apti korszakából ismert Microraptor volt, így a Hesperonychus felfedezése 45 millió évvel kiterjesztette a microraptorinák evolúciós időszakát. Bár a késő kréta kori, észak-amerikai Bambiraptort néha szintén microraptorinaként osztályozták, az újabb keletű tanulmányok (köztük a Longrich és Currie által készített is), úgy találták, hogy jóval közelebbi rokonságban áll a Saurornitholestesszel.

## Ősbiológia
A microraptorinák kis méretükről, és bizonyos esetekben repülő vagy vitorlázó képességükről ismertek. Longrich és Currie kijelentette, hogy nem valószínű, hogy a Hesperonychust a Microraptoréhoz hasonló négy szárny vagy vitorlázó viselkedés jellemezte, és úgy vélték, hogy inkább a Sinornithosaurushoz hasonlított, ezáltal a mérete is hasonló volt. Mindazonáltal a Hesperonychust tekintve úgy tűnik, hogy a microraptorinák mérete nem változott nagy mértékben, a fejlődésük során a többi dromaeosauridához képest igen kis méretűek maradtak.
A Hesperonychus felfedezése, amellett, hogy kiterjesztette a microraptorinák evolúciós időszakát, kitöltött egy lyukat Észak-Amerika késő kréta kori ökológiájának történetében. A nagyjából egyidős európai és ázsiai környezetektől eltérően Észak-Amerikában nem éltek apró húsevő dinoszauruszok. A modern, meleg vérű emlősök által uralt ökoszisztémákban a kis állatfajok száma meghaladja a nagyobbakét. Bár feltehetően a dinoszauruszok is meleg vérűek voltak, a kis fajok hiánya, és az ismert nagyobb fajok nagy száma Észak-Amerikában szokatlan. A Hesperonychus segít betölteni ezt az űrt, különösen azóta, hogy több (legalább tíz különböző példányhoz tartozó) töredékes maradvány és karom került elő (mialatt harminc kortárs Saurornitholestes és két Dromaeosaurus fosszíliát találtak), melyek alapján úgy tűnik, hogy nagyon gyakran fordult elő a Dinosaur Park-formációban.
A környezet legkisebb húsevője az Eodelphis nevű, mindössze 600 gramm tömegű emlős volt. Nincs jele annak, hogy létezett átfedés a legkisebb dinoszauruszok és a legnagyobb emlősök élőhelyei között, ami Longrich és Currie szerint azzal az elmélettel magyarázható, ami szerint (a hagyományos nézetnek megfelelően) az emlősök a dinoszauruszokkal való versengés miatt nem nőttek nagyobbra, és/vagy a dinoszauruszokat az emlősökkel való versengés akadályozta meg a kisebbé válásban.

## Fordítás
- Ez a szócikk részben vagy egészben a Hesperonychus című angol Wikipédia-szócikk ezen változatának fordításán alapul.  Az eredeti cikk szerkesztőit annak laptörténete sorolja fel. Ez a jelzés csupán a megfogalmazás eredetét és a szerzői jogokat jelzi, nem szolgál a cikkben szereplő információk forrásmegjelöléseként.